# Síndrome del Norte
El síndrome del Norte es un síndrome sufrido por parte de algunos miembros de la Guardia Civil y la Policía Nacional destinados en el País Vasco, causado por el terrorismo de ETA y cierta marginación social llevada a cabo por elementos nacionalistas vascos. Pese a que psicólogos y policías denuncian la existencia del síndrome, por parte del Ministerio del Interior se ha negado su existencia.
Un ejemplo de síndrome del Norte es el caso del policía Julián Carmona Fernández que se suicidó de un tiro en la sien el 15 de septiembre de 1982 en las dependencias del Gobierno Civil de Guipúzcoa en presencia del general Félix Alcalá-Galiano, después de que el día anterior cuatro policías nacionales, compañeros suyos, fallecieran en una emboscada de ETA en Rentería.